# 濱田昭生
濱田 昭生（はまだ あきお、1945年 - ）は、日本の作家。

## 経歴
兵庫県津名郡（現淡路市）出身。兵庫県立津名高等学校、神戸商科大学（現兵庫県立大学）卒業後、神戸銀行（現三井住友銀行）入行。支店長、関西事務センター長等を歴任し1998年さくら銀行 （現三井住友銀行）を退職。
著書に『信長、謙信、信玄の力量と、天皇が支持した信長の「布武天下」』（第八回「歴史浪漫文学賞」優秀賞受賞作品）などがある。